# Барклай де Толли (дворянский род)
Баркла́й де То́лли (нем. Barclay de Tolly) — российский дворянский и княжеский род купеческого шотландского происхождения, ответвление шотландского клана Баркли (англ. Clan Barclay).

## Происхождение
Происхождение рода Баркли ведётся с XI века, когда вместе с Вильгельмом I Завоевателем в Британию прибыла нормандская семья de Berchelai.
По другой, более обоснованной шотландским историком Дж. У. С. Бэрроу версии, фамилия Баркли происходит от названия деревушки Беркли в графстве Сомерсет (Berkley, Somerset), в 1086 году называвшейся Berchelei.
Приставка «де Толли» к фамилии «Барклай», происходит от названия города Тоуи (Towie (Tolly)), в Абердиншире в Шотландии, откуда часть рода Баркли перебралась на континент.

## Немецко-российскаяветвь Де Толли
Российско-голштинская ветвь: в 1621 году Джон и Питер Баркли, купцы из Бэнфа (Banff, см. Банфшир) в Шотландии сначала обосновались в вольном ганзейском городе Ростоке (Мекленбург), а затем перебрались в также входящий в Ганзу город Ригу (Лифляндия). Охранная грамота сэра Патрика Баркли (Тоуи XVII-го) до сих пор хранится у потомков Барклаев в Риге.
Братья успешно торговали шёлком и скоро стали полноценными гражданами города — бюргерами. Один из их потомков был другом бургомистра в Риге (тогда Остзейская губерния), что свидетельствует о принадлежности его семьи к высшему сословию городских патрициев. Он имел сына, бывшего на российской военно-морской службе и приобретшего таким образом достоинство российского дворянина (дослужившимся до чина секунд-майора, который даровал дворянство). Последний, Вайнгольд Готтланд («Богдан») Барклай де Толли, оставил следующее потомство:
- Иван Богданович (нем. Erich Johann; 1759—1819), служивший инженер-генерал-майором;
  - Андрей Иванович (нем. Andreas Otto; 1788—1847) — сотрудник русской разведки, действительный статский советник и камергер.

- Михаил Богданович (нем. Michael Andreas; 13.12.1761—13.05.1818) — генерал-фельдмаршал, граф (22.12.1813), князь (30.08.1815). Был женат на Елене Ивановне фон Смиттен (нем. Helene Auguste Eleonore von Smitten) (ум. 1820)
  - Максим Михайлович (нем. Ernst Magnus August; 10.07.1798-17.10.1871) — полковник, был женат на Леокадии Клементине баронессе фон Кампенхаузен;
- Андрей Богданович (нем. Henrich Johann; 1766—1805?) — майор артиллерии, после себя потомства не оставил;
- Кристина Богдановна (нем. Christina Hertruda Anna; 06.01.1770—21.03.1865), в замужестве фон Людер. После себя оставила трёх дочерей:
  - Августина (нем. Christina Augusta von Lueder; 09.06.1803—30.09.1887), замужем за генералом фон Веймарн (нем. Wilhelm Peter Jost von Weymarn)
    - Александр Петрович Веймарн (нем. Alexander Magnus Friedrich von Weymarn) — генерал от инфантерии.

  - Элизабет, вдова генерала фон Веймарн
  - Софи фон Людер (незамужняя)

В 1859 году было высочайше разрешено полковнику Александру Петровичу Веймарну принять фамилию и титул двоюродного дяди своего, отставного полковника, князя Эрнеста Барклая-де-Толли, и именоваться князем Барклай-де-Толли-Веймарн. Это высочайшее разрешение в 1872 году было распространено и на потомство Александра Петровича Веймарна.

## Описание герба

### Герб князя Барклай де Толли
Герб князя Барклай де Толли внесён в 10 часть Общего гербовника дворянских родов Всероссийской империи, стр. 1.
Щит разделён наподобие Андреевского креста. В середине находится дворянский герб фамилии Барклай де Толли; в голубом поле золотое стропило и три золотые креста, два над стропилом и один внизу. Над сим щитком дворянская корона. В боковых красных частях означены: золотая шпага алмазами и лаврами украшенная, с надписью: за сражение 20 января 1814 года и Фельдмаршальский жезл. В нижней части, в серебряном поле у подошвы щита, с правой несколько пушек и знамён, а с левой стороны видна крепость с вратами, в коих поставлен лев со шпагой, символ побед. В верхней в золотой части изображён Всероссийский чёрный орел с коронами, имеющий на груди, в голубом щитке вензелевое имя блаженного и вечно достойного памяти ГОСУДАРЯ ИМПЕРАТОРА АЛЕКСАНДРА I. Щит покрыт графской короной с тремя на ней шлемами, из коих крайние два увенчаны графской же короной, на которой означены две согнутые в латах руки, держащие: с правой стороны поднятую шпагу, а с левой Фельдмаршальский жезл, а на третьем шлеме княжеская шапка и парящий чёрный двуглавый орёл, имеющий в лапах лавровую и масличную ветви, а на вензелевое имя блаженного и вечно достойного памяти ГОСУДАРЯ ИМПЕРАТОРА АЛЕКСАНДРА I, символ побед и мира. Намёт на щите золотой, подложенный голубым и красным. По сторонам щита поставлены два льва. Весь щит покрыт княжеской мантией и шапкой. Под щитом девиз: "ВЕРНОСТЬ и ТЕРПЕНИЕ".
Герб утвержден 24 января 1818 года.

### Герб князя Барклай де Толли Веймарн
Герб князя Барклай-де-Толли-Веймарна внесен в 13 часть Общего гербовника дворянских родов Всероссийской империи, стр. 4
Четырёхчастный щит с главою и малым щитком в середине. В первой части — в червлёном поле серебряный меч с золотою рукояткою; во второй части — в червлёном же поле золотой фельдмаршальский жезл, обвитый зелёным лавром; в третьей части — в серебряном поле на зелёном лафете золотая пушка, за которой три знамени: среднее червлёное, крайние лазоревые и один червлёный штандарт; в четвёртой части — в серебряном поле червлёная крепостная стена с круглой башней и открытыми воротами, в которых стоит червлёный лев. В золотой главе щита императорский орёл, имеющий на груди московский герб, окружённый цепью ордена Св. Андрея Первозванного.
Средний щит рассечён. В правой лазоревой части золотое стропило с тремя крестами, два над стропилом и один внизу; в левой части, пересечённой чернью с золотом, лев переменных металла с финифтью цветов с червлёными глазами и языком держит в правой лапе серебряную секиру на золотом древке.
Над щитом пять шлемов, из коих средний графский с княжеской короной, а остальные с дворянскими коронами. В нашлемниках эмблемы: в первом — императорский орёл, имеющий на груди московский герб, окружённый Андреевской цепью; во втором — согнутая правая рука в латах, держащая серебряный меч с золотой рукояткой; в третьем — согнутая правая рука в латах, держащая фельдмаршальский жезл, обвитый лавром; в четвёртом — орлиное крыло с золотым стропилом и крестами и в пятом — возлежащий лев, держащий в правой лапе серебряную секиру на золотом древке. Намёты первого шлема — чёрный с золотом, второго — червлёный с серебром, третьего — червлёный с золотом, четвёртого — лазоревый с золотом, пятого — чёрный с золотом. Щитодержатели: два золотых льва с червлёными глазами, языком и когтями. Девиз: «ВЕРНОСТЬ И ТЕРПЕНИЕ» золотом на лазоревой ленте. Герб украшен княжеской червлёной мантией, подбитой горностаем, с золотыми кистями и бахромой и увенчан княжеской короной.
Герб утверждён 28 марта 1880 года.